# S0-102
S0-102 — звезда S-класса, обращающаяся вокруг радиоисточника Стрелец A* — сверхмассивной чёрной дыры в центре Млечного Пути. Звезда, открытая в 2012 году, совершает полный оборот вокруг Стрельца A* за 11,5 ± 0,3 года. Это звезда имеет один из самых малых периодов обращения вокруг чёрной дыры.

## Открытие
В октябре 2012 года группа астрономов под руководством доктора Андреа Гез, работавших в обсерватории Кека, после 17-летних наблюдений сообщила об открытии нового объекта. В кластере звёзд, обращающихся вокруг сверхмассивной чёрной дыры Стрелец A*, расположенной в центре Галактики, была обнаружена звезда, получившая наименование S0-102. Она (на время открытия) обладала самым коротким периодом обращения вокруг чёрной дыры — 11,5 лет. До неё рекордные характеристики были зарегистрированы у её соседа — звезды S2. Именно S2 мешала обнаружить её ещё раньше, так как обладает светимостью в 16 раз выше, чем S0-102.
Открытие стало возможным благодаря работе инфракрасной камеры NIRC и внедрению новой системы адаптивной оптики главного телескопа обсерватории Кека. Чтобы избежать смазывания изображения атмосферной турбулентностью, учёные проанализировали несколько тысяч снимков галактического центра, сделанных с выдержкой порядка 0,1 с. Последние достижения в технике наблюдения объектов подобного рода позволили отследить элементы орбиты S0-102 с самой высокой точностью среди всех её компаньонов: около 40 % длины орбиты звезды достоверно регистрируются по результатам наблюдений.

## Исследования
Первоначальная оценка орбиты S0-102 производилась по классической модели кеплеровой орбиты небесного тела. При этом объект, вокруг которого обращается звезда в математической модели, оценивался как точечная масса, а гравитационное взаимодействие в рамках ньютоновой механики. Текущие возможности техники наблюдения не позволяли достоверно отследить отклонения от кеплеровой орбиты. Однако участок орбиты звезды, когда она в 2009 году проходила предположительно наиболее близко от общего центра масс, заметно отклоняется от классической модели.
S0-102 находится в исключительной близости от горизонта событий Стрельца-А. «Вряд ли это слишком уж доброжелательное соседство, но, как ни удивительно, выходит, что чёрные дыры не так враждебны к звёздам, как считалось» заявила доктор Гез. Присутствие двух звёзд с очень малым временем обращения вокруг чёрной дыры даёт возможность астрономам исследовать прецессию их орбит с течением времени и при помощи этой информации оценить, насколько объект Стрелец-А* повлиял на метрику пространства-времени. Такие объекты, как газовое облако G2 и звезда S0-102, позволяют пролить свет на некоторые аспекты общей теории относительности и теории формирования звёзд.

## Более близкие к СЧД звёзды
Существует другая довольно тусклая звезда S62, имеющая более короткий орбитальный период. S62 подходит к Стрельцу A* так близко, что разгоняется приблизительно до 10 % скорости света. Статья с описанием параметров звезды S62 вышла в начале 2020 года.